# Budvar Aréna
Die Budvar Aréna ist eine Mehrzweckhalle in der tschechischen Stadt Budweis (tschechisch České Budějovice). Sie wird hauptsächlich für Eishockey, aber auch für Konzerte genutzt. Die Halle, die ursprünglich schon 1946 eröffnet wurde, ist die Heimspielstätte des Eishockeyclubs HC České Budějovice.

## Geschichte
Das ursprünglich Freiluft-Stadion in České Budějovice wurde bereits 1946 erbaut und war damit nach Prag und Bratislava das dritte Stadion der Tschechoslowakei, das zu dieser Zeit mit einer Eisfläche ausgestattet wurde. In den 1960er Jahren wurde das Stadion überdacht. Die Budvar Aréna war ein Spielort der Volleyball-Weltmeisterschaft der Männer 1966. Ab 2001 begann der Umbau der alten Halle. Die Arbeiten verzögerten sich jedoch, da das nahe der Moldau gelegene Objekt im August 2002 von der zerstörerischen Hochwasser in Mitteleuropa stark beschädigt wurde.
Die Halle wurde nach Vollendung der Umbauarbeiten nach der ortsansässigen Brauerei Budweiser Budvar, die gleichzeitig einer der Sponsoren der tschechischen Extraliga ist, in Budvar Aréna umbenannt. Seit dem Umbau finden in der Halle 6.421 Zuschauer Platz, davon 551 Stehplätze und 5.870 Sitzplätze. Neben der Haupt-Eisfläche existiert eine weitere Trainingseisfläche, die Platz für maximal 200 Zuschauer bietet.
Im April 2005 fand in der Arena neben der Halle in Pilsen die U18-Weltmeisterschaft im Eishockey statt.

## Galerie

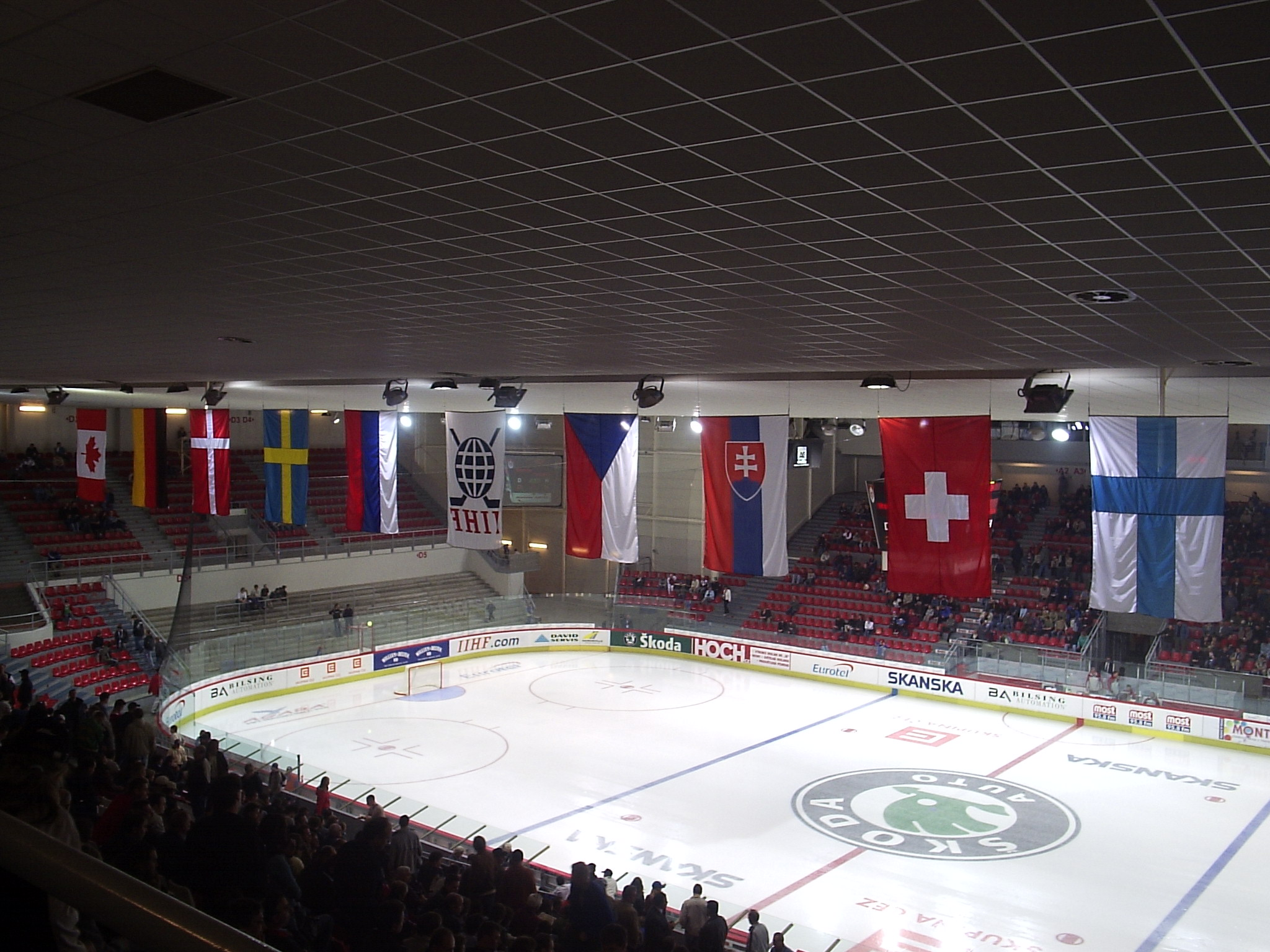
Die Eishockey-Weltmeisterschaft der U18-Junioren 2005 in der Budvar Aréna
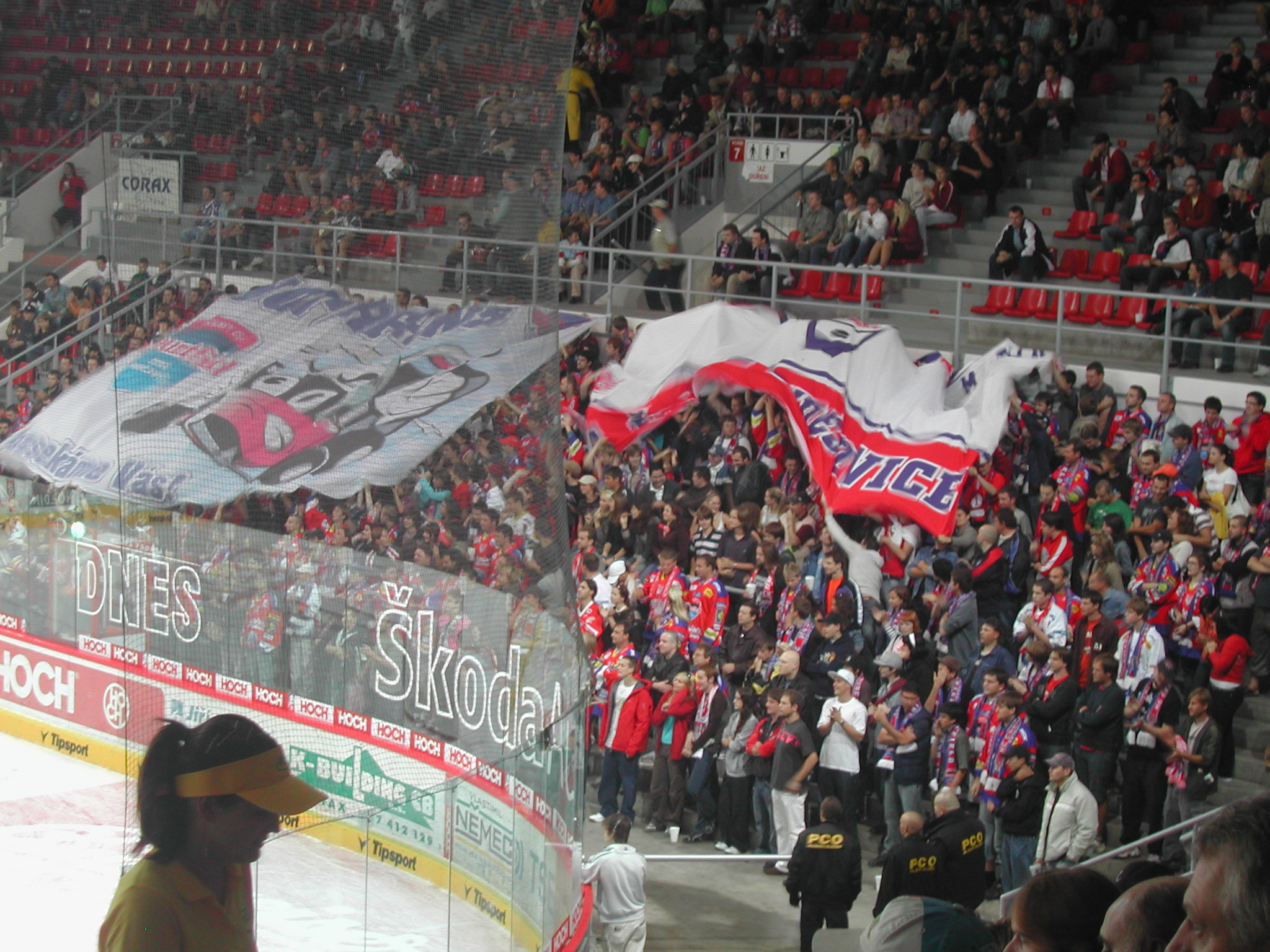
Fans des HC České Budějovice (2007)